# Station Chenevières
Station Chenevières is een spoorwegstation in de Franse gemeente Chenevières. Het is thans enkel een halteplaats voor de treinen van TER Grand-Est